# غومبوجاف زاندانشاتار
غومبوجاف زاندانشاتار (بالمنغولية: Гомбожавын Занданшатар؛ 6 أو 8 مارس 1970) هو سياسي منغولي يشغل منصب رئيس وزراء منغوليا منذ عام 2025. وهو عضو في حزب الشعب المنغولي، وشغل منصب عضو ورئيس الخورال الأكبر للدولة (البرلمان) حتى خسر إعادة انتخابه في عام 2024.

## السيرة
ولد جومبوجاف زاندانشاتار في باتساجان، منغوليا، في 6 أو 8 مارس 1970. تخرج من المدرسة الثانوية رقم 77 في عام 1987، وجامعة إيركوتسك الحكومية بدرجة في الاقتصاد المالي بعد حضوره من عام 1987 إلى عام 1992، جامعة ماسترخت بدرجة الماجستير، وجامعة الدولة الروسية للموارد الطبيعية والقانون في عام 2012.

## الحياة المهنية

### الأكاديمية المصرفية
في جامعة المالية والاقتصاد، كان زاندانشاتار باحثًا في مركز أبحاث أعمال السوق من عام 1992 إلى عام 1995. وخلال مسيرته المصرفية، عمل زاندانشاتار في البنك الزراعي من عام 1995 إلى عام 1998، وكان نائب مدير في بنك خان من عام 2000 إلى عام 2003، وبنك منغوليا المركزي. ومن عام 2014 إلى عام 2016، كان باحثًا زائرًا في جامعة ستانفورد. وكان رئيسًا لاتحاد الشطرنج المنغولي.

### مجلس الدولة العظيم
من عام 2003 إلى عام 2004، كان زاندانشاتار نائبًا لوزير الأغذية والزراعة في منغوليا. من عام 2009 إلى عام 2012، كان وزيرًا للخارجية والتجارة. شغل منصب سكرتارية مجلس الوزراء لحكومة منغوليا من عام 2017 إلى عام 2019.
في انتخابات عام 2004، انتُخب زاندانشاتار لعضوية خورال الدولة الأكبر. وخلال فترة ولايته في مجلس الدولة الأكبر، كان رئيسًا من عام 2019 إلى عام 2024. خسر إعادة انتخابه في انتخابات عام 2024. وكان أمينًا عامًا لحزب الشعب المنغولي (MPP) من عام 2012 إلى عام 2013.

### رئيس الوزراء
استقال رئيس الوزراء لوفسانامسرين أويون إردين في 3 يونيو 2025، ردًا على الاحتجاجات بشأن الإنفاق الباذخ لابنه وبعد خسارة اقتراح حجب الثقة. تم اختيار جومبوجاف بأغلبية 108 أصوات مقابل 9 ليحل محل أويون إردين في 12 يونيو.